# Vladimir Šterk
Vladimir Šterk (Zagreb, 5. siječnja 1891. – Zagreb,  6. ožujka 1941.) hrvatski arhitekt. 

## Životopis
Rođen je u židovskoj obitelji, od oca Vjekoslava-Aloisa i majke Line, rođene Jellinek. Završio je pučku školu, a zatim maturirao u realnoj gimnaziji u Zagrebu. Pohađao je Češku visoku tehničku školu, nakon završetka Prvoga svjetskog rata Češke visoke tehničke nauke (ČVUT) u Pragu u razdoblju od 1911. – 1918. godine, gdje je diplomirao 19. ožujka 1921. godine. Sudjelovao je u Prvome svjetskom ratu i bio zarobljen u Rusiji, gdje je proučavao rusku drvenu vernakularnu arhitekturu. 
Nakon diplome bio je zaposlen u od 25. ožujka do 30. svibnja 1921. godine u Tehničkoj poslovnici Građevinskog poduzeća "Špiller, Juzbašić i Šurina", a od 1. lipnja 1921. godine do sredine 1923. godine u Poslovnici Ignjat Fischer. Prema biografiji u katalogu izložbe "Arhitektura u Hrvatskoj 1888. – 1938." bio je zaposlen u Gradskom građevnom uredu u Zagrebu. Prema nekrologu bio je jedan od prvih asistenata na Tehničkoj visokoj školi, kasnije Tehničkom fakultetu Sveučilišta u Zagrebu. 1922. godine bio je član osnivačkog odbora društva "Narodni rad - društvo židovskih asimilanata i anticionista u Hrvatskoj". 22. ožujka 1922. godine položio je praktični ispit za arhitekta. Od 11. veljače 1925. bio je ovlašten za obavljanje javne prakse iz arhitektonske struke na cijelom području Kraljevine SHS, a 17. svibnja 1925. godine položio je propisanu prisegu kao ovlašteni civilni inženjer.
Od 1923. godine bio je samostalni ovlašteni arhitekt u Zagrebu. 1929. godine projektirao je dio unutarnjeg uređenja jugoslavenskog paviljona u Barceloni, kojega je projektirao arhitekt Dragiša Brašovan. Projektirao je i izveo mnogo vila, stambenih kuća i drugih zgrada u Zagrebu, zagrebačkoj okolici, Slavonskom Brodu, Osijeku i Vinkovcima.
1931. godine sudjelovao je na I. izložbi jugoslavenske suvremene arhitekture u Beogradu, 1932. godine na izložbi Kluba arhitekata sekcije UJIA u Zagrebu, a 1938. godine na izložbi "Pola vijeka hrvatske umjetnosti" u Zagrebu, gdje je i umro 6. ožujka 1941. godine, ostavivši udovicu Aleksandrinu rođ. Favalle, te sinove Veljka i Vojka, koji su nastavili živjeti u Zagrebu do 1949. godine, kada su iselili u Izrael.

## Kronološki popis značajnih izvedenih zgrada
- Poslovna zgrada Slavonija d.d., Savska cesta 23, Zagreb. 1923. (navod arhitekta Stjepana Planića)
- Ugrađena stambena najamna zgrada Omega d.d. za gradnju kuća, Ulica Kralja Zvonimira 3, Zagreb. 1923. – 1924.
- Ugrađena stambena poslovna i trgovačka najamna zgrada Präger, Gundulićeva 3, Zagreb. 1926. – 1927.
- Samostojeća stambena zgrada Schönbaum, Tuškanac 25, Zagreb. 1926.
- Ugrađena uglovna stambena trgovačka i poslovna najamna zgrada Gross, Britanski trg 12, Zagreb. 1927. – 1928.
- Samostojeća stambena zgrada Bogdanović, Tuškanac 90, Zagreb, 1927. – 1929.
- Ugrađena uglovna najamna zgrada Draganec, Trg Kralja Petra Krešimira IV. 17, Zagreb. 1927. – 1928.
- Pregradnja ugrađene stambene najamne zgrade u ugrađenu stambenu i trgovačku najamnu zgradu Jureša, Prilaz Gjure Deželića 43, Zagreb. 1928. – 1931.
- Samostojeća stambena zgrada Bedeković - Schindler, Grškovićeva 15, Zagreb. 1928. – 1930.
- Ugrađena stambena poslovna i trgovačka najamna zgrada Ebenspanger, Ilica 15, Zagreb. 1929. – 1930.
- Ugrađena uglovna stambena i trgovačka najamna zgrada Eisenstädter, Prilaz Gjure Deželića 85, Zagreb. 1930. – 1931.
- Samostojeća stambena zgrada Mosinger, Pantovčak 112, Zagreb. 1930. – 1931.
- Stambeno poslovna uglovnica Rosinger - Jungwirth, Draškovićeva 30, Zagreb. 1930. – 1931.
- Ugrađena stambena poslovna i trgovačka najamna zgrada Eisenstädter, Ilica 186. 1930. – 1931.
- Sklop ugrađenih stambenih i poslovnih javnih zgrada Hrvatskog Radiše, danas MORH, Ulica Kralja Zvonimira 12, Zagreb. 1931. – 1934.
- Samostojeća stambena zgrada Radan, Jabukovac 39, Zagreb. 1931. – 1932.
- Pregradnja pročelja ugrađene stambene i trgovačke zgrade Mažić, Radićeva 29, Zagreb. 1934.
- Ugrađena upravna i stambena javna zgrada Javne Burze Rada, suautor arhitekt Jovan Korka, Ulica Kralja Zvonimira 15, Zagreb. 1935. – 1937.
- Planinarski dom Runolist, Sljeme, Zagreb. 1935. – 1936.
- Ugrađena stambena najamna zgrada Pick, Dežmanova 8, Zagreb. 1935. – 1936.
- Ugrađena uglovna upravna, poslovna i stambena javna zgrada Radničke Komore u Zagrebu, suautor arhitekt Jovan Korka, Trg Kralja Petra Krešimira IV. 2, Zagreb. 1935. – 1938.
- Samostojeća stambena zgrada Fürst, Babonićeva 35, Zagreb. 1936. – 1937.
- Poluugrađena stambena zgrada Kranjčec, Gajdekova 16, Zagreb. 1936. – 1937.
- Ugrađena stambena najamna zgrada Medved, Arnoldova 4, Zagreb. 1937.
- Samostojeća stambena zgrada Neumann, Pantovčak 103A, Zagreb. 1939.
- Ugrađena stambena i trgovačka najamna zgrada Pećina, Kukuljevićeva 6, Zagreb. 1940. – 1941.